# Francisco Leão Cohn
Francisco Leão Cohn foi um militar brasileiro do século XIX. Era filho do judeu francês Leon Cohn, que havia chegado no Rio de Janeiro em 1810 e trabalhava no comércio. Francisco foi Tenente-Coronel da Guarda Nacional, tendo liderado o batalhão carioca na Guerra do Paraguai. É famoso por ter recebido das mãos do Imperador Pedro II a bandeira do batalhão.